# Turgay Ertuğrul
Turgay Ertuğrul es un deportista alemán que compitió para la RFA en taekwondo. Ganó dos medallas de bronce en el Campeonato Mundial de Taekwondo en los años 1977 y 1982.

## Palmarés internacional
| Campeonato Mundial | Campeonato Mundial       | Campeonato Mundial | Campeonato Mundial |
| Año                | Lugar                    | Medalla            | Categoría          |
| ------------------ | ------------------------ | ------------------ | ------------------ |
| 1977               | Chicago (Estados Unidos) | Medalla de bronce  | –48 kg             |
| 1982               | Guayaquil (Ecuador)      | Medalla de bronce  | –52 kg             |